# Kirchenkreis Hagen
Der Evangelische Kirchenkreis Hagen ist einer von 26 Kirchenkreisen innerhalb der Evangelischen Kirche von Westfalen. Zu ihm gehörten ca. 60.000 evangelische Gemeindeglieder in 16 Kirchengemeinden; 2005 waren es 84.892.

## Lage
Das Gebiet des Kirchenkreises Hagen umfasst den Großteil der nordrhein-westfälischen Großstadt Hagen (ohne den zum Kirchenkreis Iserlohn gehörenden Stadtbezirk Hohenlimburg) sowie die Städte Breckerfeld, Herdecke und Wetter (Ruhr) (ohne Wengern, dessen Kirchengemeinde zum Kirchenkreis Hattingen-Witten gehört) im Ennepe-Ruhr-Kreis. Er grenzt, von Westen aus im Uhrzeigersinn, an die Kirchenkreise Schwelm und Hattingen-Witten (mit denen er einen gemeinsamen Gestaltungsraum in der westfälischen Landeskirche bildet), sowie an die Kirchenkreise Dortmund, Iserlohn und Lüdenscheid-Plettenberg. Eine kurze Grenze gibt es im Südwesten mit dem Kirchenkreis Lennep der Evangelischen Kirche im Rheinland.

## Geschichte
In dem zur Grafschaft Mark gehörenden Gebiet des heutigen Kirchenkreises hatte sich die Reformation zwischen 1554 (Hagen) und 1577 (Breckerfeld) fast vollständig durchgesetzt. Die meisten Gemeinden blieben lutherisch, es entstanden im 17. Jahrhundert aber auch kleinere reformierte Gemeinden. Nach der Eingliederung in Brandenburg-Preußen konnten beide Kirchen ihre presbyterial-synodale Verfassung erhalten und festigen. Die lutherischen Gemeinden bildeten zunächst die Classe Wetter, deren Sitz 1797 nach Hagen verlegt wurde. Die  reformierten gehörten zur Classe Ruhr.
Im Zuge der Neuordnung der preußischen Provinz Westfalen nach dem Wiener Kongress wurde 1818 als einer von 16 Kirchenkreisen auch der Kirchenkreis Hagen (nach damaligem Sprachgebrauch Diözese Hagen oder Synode Hagen) gegründet, in dem die lutherischen und reformierten Gemeinden vereinigt waren. Er war weitgehend deckungsgleich mit dem Kreis Hagen und bestand aus den lutherischen Kirchengemeinden Hagen, Herdecke, Ende, Wetter, Schwelm, Langerfeld, Rüggeberg, Breckerfeld, Volmarstein, Gevelsberg, Voerde, Straße und Dahl sowie den reformierten Kirchengemeinden Hagen, Herdecke, Wetter, Schwelm, Breckerfeld und Gevelsberg.
Da die Gemeindegliederzahlen durch die Industrialisierung stark gewachsen und insbesondere in Hagen einige neue Kirchen gebaut und Gemeinden selbständig geworden waren, wurde 1904 der westliche Teil des Kirchenkreises als Kirchenkreis Schwelm (weitgehend deckungsgleich mit dem 1897 ebenfalls aus dem Kreis Hagen herausgetrennten Kreis Schwelm) abgetrennt. Im Jahr 2000 wurde die Kirchengemeinde Rummenohl aus dem Kirchenkreis Lüdenscheid nach Hagen umgegliedert.

## Kirchen und Gemeinden
Zum Kirchenkreis Hagen gehören 16 Kirchengemeinden.
- Evangelische Auferstehungskirchengemeinde Hagen
  - Evangelische Kirche Dahl, Evangelische Kirche Rummenohl
- Evangelische Jakobus-Kirchengemeinde Breckerfeld
  - Jakobus-Kirche (Breckerfeld), Dorfkirche Zurstraße
- Evangelische Kirchengemeinde Ende
  - Evangelische Dorfkirche Kirchende, Kapelle (Gedern)
- Evangelische Kirchengemeinde Herdecke
  - Evangelische Kirche Herdecke
- Evangelische Kirchengemeinde Volmarstein
  - Evangelische Kirche Volmarstein, Christuskirche (Grundschöttel), Martinskirche der Evangelischen Stiftung Volmarstein
- Evangelische Lydia-Kirchengemeinde
  - Friedenskirche (Halden), Jakobuskirche (Helfe), Lukaskirche (Eckesey), Petruskirche (Kabel), Philipp-Nicolai-Kirche (Boele), Paul-Gerhardt-Kirche (Boelerheide), Kreuzkirche (Vorhalle)
- Evangelisch-lutherische Christus-Kirchengemeinde Hagen
  - Christuskirche (Eilpe)
- Evangelisch-lutherische Dreifaltigkeits-Kirchengemeinde Hagen
  - Dreifaltigkeitskirche (Hagen)
- Evangelisch-lutherische Emmaus-Kirchengemeinde Hagen
  - Erlöserkirche (Emst), Gnadenkirche (Holthausen)
- Evangelisch-lutherische Kirchengemeinde Haspe
  - Evangelische Kirche Haspe, Kapelle Zum guten Hirten (Tücking), Gemeindehaus Westerbauer
- Evangelische Kirchengemeinde Alt-Wetter
  - Lutherkirche (Wetter), Reformierte Kirche Wetter
- Evangelisch-lutherische Matthäus-Kirchengemeinde Hagen
  - Matthäuskirche (Hagen)
- Evangelisch-lutherische Paulus-Kirchengemeinde Hagen
  - Pauluskirche (Hagen), Stephanuskirche (Hagen)
- Evangelisch-lutherische Stadtkirchengemeinde Hagen
  - Johanniskirche (Hagen), Markuskirche (Hagen)
- Evangelisch-reformierte Kirchengemeinde Hagen
  - Reformierte Kirche Hagen

## Einrichtungen
Der Kirchenkreis unterstützt die Kirchengemeinden, macht aber zugleich zahlreiche Angebote für übergemeindliche kirchliche Arbeit. So unterhält er mehrere Fachreferate. Die diakonische Arbeit wird durch die Diakonie Mark-Ruhr wahrgenommen.

## Superintendenten
| von  | bis  | Name                |
| ---- | ---- | ------------------- |
| 1818 | 1820 | Ernst Zimmermann    |
| 1820 | 1824 | Karl Ludwig Küper   |
| 1824 | 1827 | Friedrich Möller    |
| 1828 | 1831 | Friedrich Schütte   |
| 1831 | 1834 | Ludolf Hülsemann    |
| 1834 | 1844 | Wilhelm Albert      |
| 1844 | 1849 | Ludolf Hülsemann    |
| 1850 | 1868 | Moritz Lohoff       |
| 1868 | 1876 | Carl Wiegmann       |
| 1877 | 1891 | Ernst Hengstenberg  |
| 1891 | 1901 | Wilhelm Patze       |
| 1902 | 1917 | Adolf Graeber       |
| 1917 | 1921 | Heinrich zur Nieden |
| 1922 | 1928 | Paul Lenssen        |
| 1928 | 1934 | Heinrich Joset      |
| 1934 | 1945 | Friedrich Niemann   |
| 1945 | 1958 | Hans Steinsiek      |
| 1958 | 1965 | Kurt Rehling        |
| 1965 | 1972 | Walter Franke       |
| 1972 | 1984 | Hans Berthold       |
| 1984 | 1999 | Thomas Küstermann   |
| 2000 | 2007 | Dieter Wentzek      |
| 2007 | 2013 | Bernd Becker        |
| 2013 | 2021 | Verena Schmidt      |
| 2021 | –    | Henning Waskönig    |